# 神话

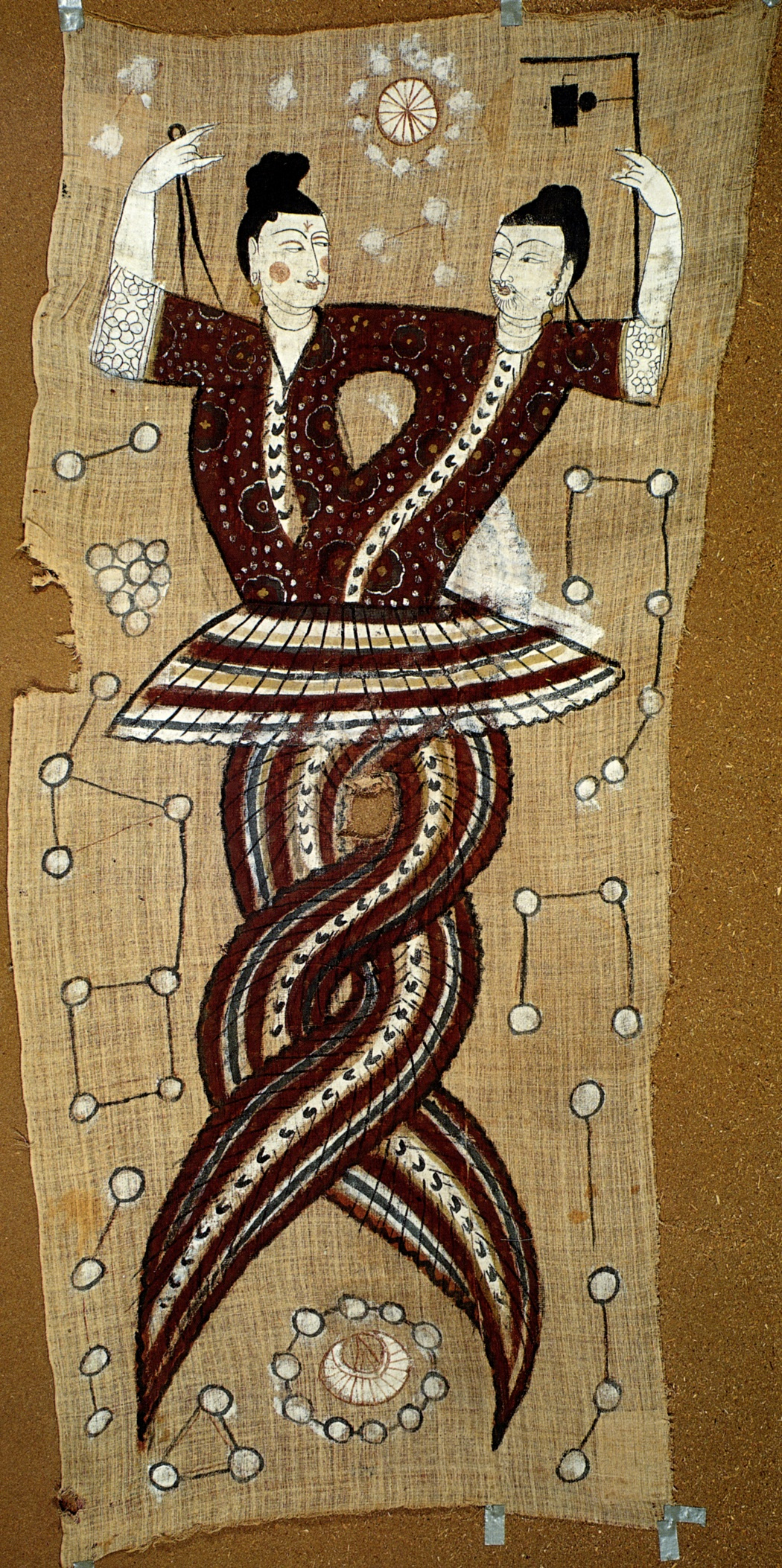
女娲与伏羲

在民俗学上，神话是指关于人类和世界变迁的神圣故事。在广义上，“神话”可以指任何古老传说，藉由故事的形式來表達民族的意识形态。神话来源于原始社会时期，人类通过推理和想象对自然现象作出解释。但是由于这时的知識水準非常低下，因此经常笼罩着一层神秘的色彩。
神话中神的形象大多具有超人的力量，是原始人类的认识和愿望的理想化。
许多民族的原始社会的历史，都是从神话故事开头的。神话中的人物大多来自原始人类的自身形象。狩猎比较发达的部落，所创造的神话人物大多与狩猎有关；农耕发达的部落所创造的神话人物多与农业有关。神话中的英雄也以刀斧、弓箭为武器。从神话中，可以看到先民的一些事迹。
不论是世界文明发生最早地区的原始社会民族，还是当今世界上还处在原始社会的民族，他们流传的许多神话故事都大同小异。
神话也是文学的先河，是人类最早的口头散文作品。例如《庄子·應帝王》中说：“泰氏，其卧徐徐，具觉于于，一以己为马，一以己为牛。”
神话具有一定的地域性和区域性，不同的文明或者民族都有自己所理解的神话含义。

## 定義
在學術上，學者所說的神話，必須具有幾個條件：
- 敘述人類原始時代或人類演化初期的單一事件或故事。[5][6][7]
- 承傳者對這些事件、故事必須信以為真。[5][6][8][9]傳承者自己也知道是虛構的故事被稱為“寓言”。[10]
- 必須是遠古族群的人們集體創造並且流傳下來，如果是個人創造，並且沒有透過傳承或群眾對其創造的參與，這故事再怎麼神奇均不屬於神話。[5]

和神话相近的概念有传说和民间故事。这三个词指不同类型的传统故事。不同于神话，民间故事可以发生在任何时代、任何地点；传承民间故事的人也不把它们当成真实、神圣的。传说则一般被当做是真实的，但是传说一般发生在更近的事件段内，传说中的世界和现在的世界几乎一样。传说的主角一般是人类，神话的主角一般是超自然角色。
定义神话、传说和民间故事这三个概念，只是为了把传统故事归类。在许多文化中，神话和传说之间不一定有明确界限。有些文化中只把传统故事分为两类：民间故事和神话传说。甚至神话和民间故事也不能完全区分开，一个民族认为是虚构的故事（民间故事），可能被另一个民族当成史实（神话）。事实上，当一个神话失去其宗教地位后，它更像是民间故事，例如以前欧洲的巨人、仙女和人类英雄带有神性，在基督教传播开后全被当成民间故事。

## 分類
神話大致分為三類：創世神話、神祇神話、英雄神話。其中以創世神話最為重要。
- 創世神話—講述人類原始時期，記載事務、制度起源的神話。又可粗分為世界起源神話、人類起源神話、文化起源神話。

但不表示每一個民族就一定會同時擁有上述幾種神話，有些民族可能講到人類起源，卻沒說到文化起源，但儘管如此，都仍可歸納一個共同點，就是講述「宇宙初開」演進到「秩序規則」。
- 神祇神話和英雄神話—就是講述神佛和英雄們的種種事蹟。

## 不同學術範圍對神話的理解

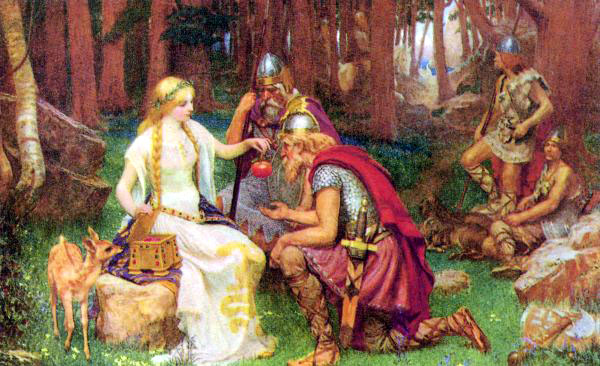
北歐的眾神是會老死的，由豐收女神伊登（Ieunn）負責看管能使眾神長生不死的魔法蘋果。Image by J. Penrose, 1890

英文中的神話（myth）一詞從希臘文的mythos一詞而來，其原文含意包括「語詞」、「言說」、「故事」及「虛構故事/小說」等；因其不可質疑的有效性而往往與希臘文中的「道/科學」（logos）相對，在近代的學術研究中，神話往往不是「虛假故事」、「誤解」的同義詞，在不同的學術研究中，「神話」這術語有三種主要用法，即禮儀/人類學用法、文學用法及符號學用法：
- 禮儀/人類學用法認為神話是一種匿名創作的敘事，它提供了世界為何是現在這樣及人們為何如此行事的解釋，它是將自然變為文化的一種重要的手段，是人類嘗試對自我身份的一種解釋，故有其當中的文化意涵。

- 在文學理論中，神話是某種永恆的人類真理的故事或象徵，這種永恆真理通常屬於道德的或美學的範疇，這種象徵或原型具有跨文化的意義。宗教與文學有極其相似的社會功能，就是把這種永恆的真理的價值觀透過故事的形式傳遞。

- 符號學對神話的理解有別以上兩種用法，它是指一系列連接而不相合的相關概念，某種文化中的成員靠著這種概念才能理解某些對人類重要的主題，神話在無意識與主體間性的狀態運作，使文化自然化。

## 起源

### 真实事件
一种理论认为，神话是从真实历史事件演变而来。根据这一理论，古代讲故事的人反复述说一段历史，年深日久，故事中的人物被神格化。例如一些学者认为，风神埃俄罗斯的神话就来自一个古代真实的国王，他教人民使用帆船，掌握用风的技巧，后来被流传成风神。宙斯是一个英明的国王，死后被葬在克里特岛。公元前5世纪的古希腊作家希罗多德和普罗迪克斯都支持这种主张。希腊神话学家犹希迈罗斯（古希臘語： [Euhēmeros]，生于前4世纪）是持这一理论最有名的人，此类思想也被称为“犹希迈罗斯主义”。

### 寓言
还有一些人认为神话来自托寓。例如把古希腊众神看做对自然现象的解读和比喻，阿波罗代表太阳，波塞頓代表水。相似的理论认为，神话是哲学或灵性概念的载体：雅典娜代表睿智和公正，阿芙洛狄忒代表欲望等。19 世纪的梵语学者马克斯·缪勒支持神话托寓理论。他相信神话最初是对大自然的比喻性描述，后来逐渐被人按字面意思理解。例如，人们常用修辞手法描述大海“躁动不安”，后来神话中的海神就被描述为暴躁易怒。

### 拟人化
一些学者认为神话是对无生命物体和力量的拟人化。例如古人崇拜火、空气等自然力，后逐渐把它们想像成神明。这一理论被称为“造神思维”（Mythopoeic thought）。根据这一理论，古人常把没有生命的东西看做有主观意识的人。因此他们把自然事件描述为神明人为造成的，这些神往往有人类的性格。这些故事集中起来就形成了神话。

### 神话-仪式理论
根据神话-仪式理论，所有存在的神话都和仪式密不可分。最极端的说法是，所有神话都是早期人类对仪式的解释。这一理论最早被圣经学者威廉姆·史密斯提出。根据史密斯的理论，人们最初进行的仪式和神话没有关系。后来我们忘记了最初举行仪式的原因，就尝试编一些故事来解释仪式，并声称举行仪式是为了纪念神话中描述的事件。人类学家詹姆斯·弗雷泽也持有类似理论。他认为原始人最早信仰魔法，后来人们对魔法失去信心，就发明了神话，并且说他们之前举行的魔法仪式为了安抚众神而进行的宗教仪式。

## 目的
一些宗教历史学家认为，神话最重要的职能之一是建立行为模式并提供宗教体验。通过互相复述神话，传统社会中的成员暂时把自己和当前的世界分离，让心灵返回到神话时代，从而使自己更接近神聖的世界。
在某些情况下，社会在复述神话的时候会试图重现神话中的场景。例如，人们会重现神在创世时使用的治愈手段，希望以此治愈目前生病的人。罗兰·巴特也认同这一观点。他认为现代文化也做着类似的事情。由于科学无法定义人类道德，人们仍然借由宗教体验来与一个更远古的时代建立联系。那些远古时代在人们心目中有更高的道德标准，和现今的科技时代完全不同。
宗教学家Joseph Campbell定义神话有四个基本功能：神秘功能（使人感受宇宙的威严）、科学功能（解释世界运作方式）、社会学功能（支持和验证社会秩序）、教育功能（说明人类在各种条件下应该如何生活）。
在一個文化中，神話通常扮演著四種功能：
1. 形而上的功能：可以用來解釋存在的根源
2. 宇宙論的功能：強調宇宙萬物都是某個大畫面的一部分
3. 社會性的功能：透過神話可以促進成員對社會規範的遵守
4. 心理的功能：提供一種個人行為的模範

## 世界神話

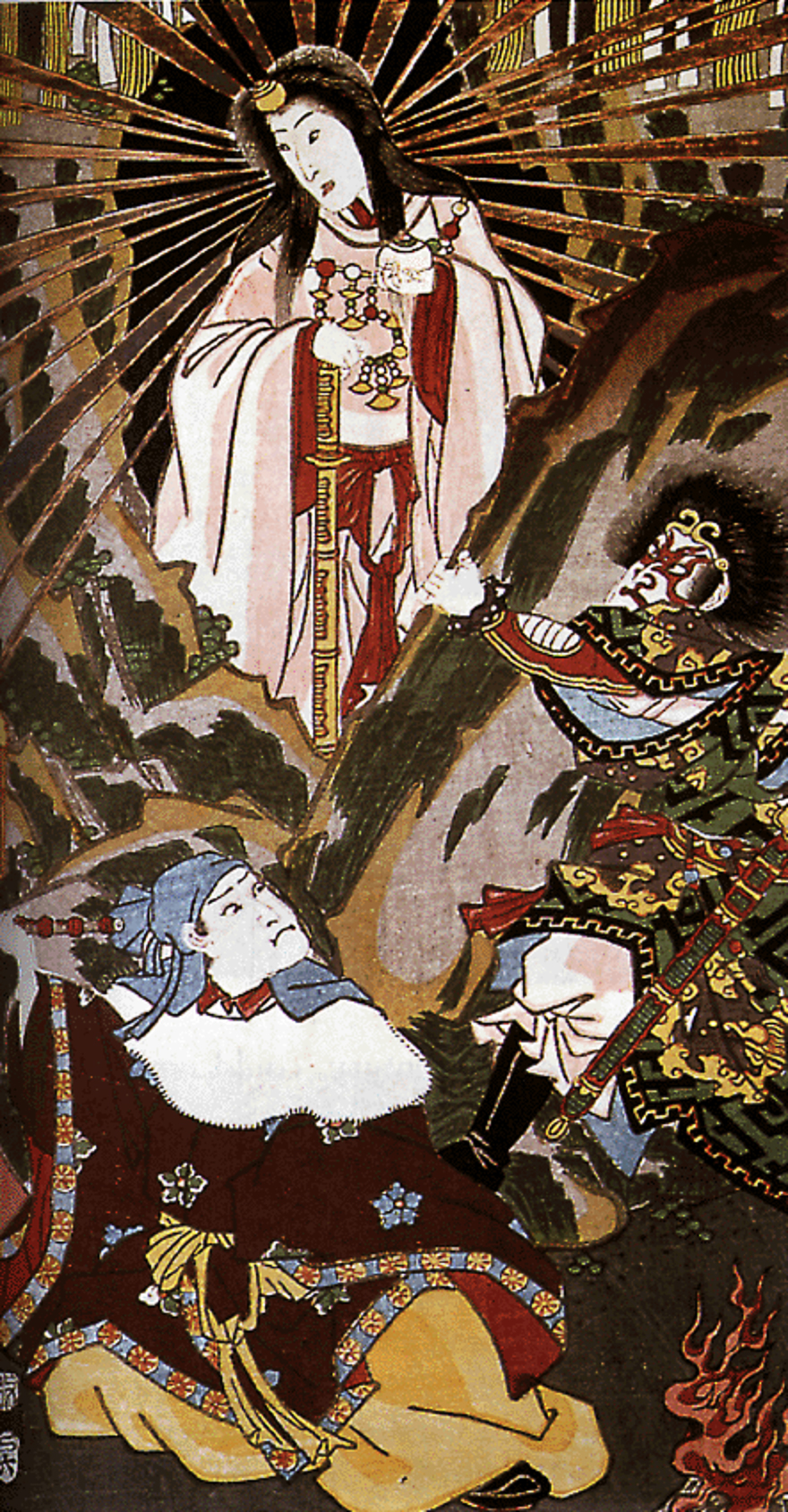
天照大御神（アマテラスオオミカミ），日本神話的女神

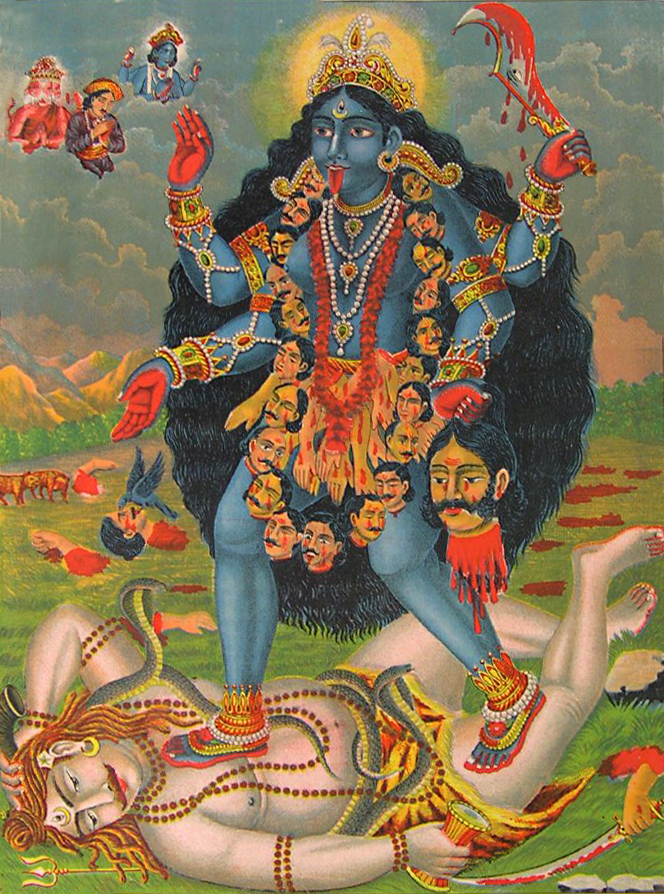
印度神話之女神時母

詳細列表請參考神話列表，以下列出主要的神話
- 中國神話
- 日本神話
- 朝鮮神話
- 越南神話
- 蒙古神話
- 印度神話
- 巴比倫神話
- 北歐神話
- 羅馬神話
- 希臘神話
- 斯拉夫神話
- 瑪雅神話
- 阿茲特克神話
- 埃及神話
- 毛利神話

## 比較神話學
比較神話學是指將不同的神話進行比較以找出它們共同的主題和特點，或者同體系而分支的神話，例如蒙古神話與突厥神話，兩者的起源都是額爾古納昆，可能因為是遊牧民族互相交流或分離兩地產生的。

## 虚构神话
虛構世界的神话，“Mythopoeia”一词意为“神话创造”，是虛構作品的一种叙事类型，在1930年代被J·R·R·托爾金广泛推广。这一类型的作品融入了传统神话主题与原型。
- 克蘇魯神話

## 迷思
迷思是英語單詞「myth」（神話）的音譯。
但在現代，由於被誤用，迷思一詞也指誤區
。

### 引用
1. ↑  Dundes, Introduction, p. 1
2. ↑  Kirk, "Defining", p. 57; Kirk, Myth, p. 74; Simpson, p. 3
3. ↑  Lincoln, Bruce. . Comparative Studies in Society and History. 2006, 48 (2): 242–259  [2012-09-15]. （原始内容存档于2021-03-23）. More precisely, mythic discourse deals in master categories that have multiple referents: levels of the cosmos, terrestrial geographies, plant and animal species, logical categories, and the like. Their plots serve to organize the relations among these categories and to justify a hierarchy among them, establishing the rightness (or at least the necessity) of a world in which heaven is above earth, the lion the king of beasts, the cooked more pleasing than the raw.
4. ↑  胡适在《白话文学史》里说：“‘三百篇’里……没有神话的遗迹。”“中国古代民族没有故事诗，仅有简单的神歌与风谣而已。”茅盾曾经指出：“中国神话之系统的记述，是古籍所没有的。”又说：“神话这个词，中国向来是没有的，但神话的材料，虽然只是些片段，却见于古籍甚多，并且成为中国古代文学中的色彩鲜艳的一部分。”（茅盾《中国神话研究》）
5. 1 2 3 4 5 6  Bascom, p. 9
6. 1 2 3  "myths", A Dictionary of English Folklore
7. ↑  O'Flaherty, p.78: "I think it can be well argued as a matter of principle that, just as 'biography is about chaps', so mythology is about gods."
8. 1 2  Eliade, Myths, Dreams and Mysteries, p. 23
9. ↑  Pettazzoni, p. 102
10. ↑  Eliade, Myth and Reality, p. 10-11; Pettazzoni, p. 99-101
11. ↑  Bascom, p. 7
12. ↑  Bascom, p. 10
13. ↑  Kirk, Myth, p. 22, 32; Kirk, "Defining", p. 55
14. ↑  Bascom, p. 17
15. ↑  Bascom, p. 13
16. ↑  Doty, p. 114
17. 1 2 3  Bulfinch, p. 194
18. 1 2 3 4 5 6  Honko, p. 45
19. ↑  Zeus Is Dead: Euhemerus and Crete, S. Spyridakis, The Classical Journal, Vol. 63, No. 8, May, 1968, pp. 337-340.
20. ↑  "Euhemerism", The Concise Oxford Dictionary of World Religions
21. ↑  Segal, p. 20
22. ↑  Bulfinch, p. 195
23. ↑  Frankfort, p. 4
24. ↑  Frankfort, p. 15
25. ↑  Segal, p. 61
26. ↑  Graf, p. 40
27. ↑  Meletinsky pp.19-20
28. ↑  Segal, p. 63
29. ↑  Frazer, p. 711
30. 1 2  Honko, p. 51
31. ↑  Eliade, Myth and Reality, p. 8
32. ↑  Eliade, Myth and Reality, p. 19
33. ↑  Honko, p. 49
34. ↑  Roland Barthes, Mythologies
35. ↑  Campbell, p. 22-23
36. ↑  Campbell, Joseph (1970), Myths, Dreams,and Religion, New York: E. P. Dutton
37. ↑  .   [2021-11-30]. （原始内容存档于2021-11-30）.
38. ↑  .   [2021-11-30]. （原始内容存档于2021-11-22）.

## 外部連結
- Leonard, Scott. "The History of Mythology: Part I" （页面存档备份，存于）, Youngstown State University